# كريس هاتشر (عالم نفس)
كريس هاتشر (بالإنجليزية: Chris Hatcher)‏ هو عالم نفس أمريكي، ولد في 1946، وتوفي في 1999.